# Ulica Westerplatte w Krakowie
Ulica Westerplatte – ulica w Krakowie, w dzielnicy I Stare Miasto. Stanowi fragment I Obwodnicy – przylega bezpośrednio do Plant. Ulicą przebiega torowisko tramwajowe.
Początki ulicy sięgają XVII w., gdy była polną drogą biegnącą od Traktu Mogilskiego w stronę Wieliczki. Obecna droga istnieje od XIX w. Wtedy powstała również większość obecnej zabudowy. Początkowa nazwa ulicy brzmiała Kolejowa, ze względu na topografię miasta - prowadziła do dworca kolejowego, który został uruchomiony w 1847 r. W 1912 r. zmieniono ją na ulicę Andrzeja Potockiego, wielkiego posiadacza ziemskiego, polityka, marszałka krajowego, namiestnika Galicji, twórcy krakowskiej OSP. W czasie II wojny światowej nazwana została przez okupantów niemieckich Ostringiem, w latach 1948-1956 - w czasach kultu jednostki - nosiła imię Józefa Stalina, obecnie nosi nazwę Westerplatte.

## Zabudowa
- ul. Westerplatte 1 (ul. Lubicz 1) – czynszowa kamienica, w 1895 mieszkał w niej Stanisław Wyspiański
- ul. Westerplatte 2 – kamienica, 1895.
- ul. Westerplatte 3 – kamienica, proj. Beniamin Torbe, 1899.
- ul. Westerplatte 4 – kamienica, proj. Karol Zaremba, 1887.
- ul. Westerplatte 5 (ul. Ludwika Zemenhofa 2) – kamienica, proj. Karol Zaremba, 1887.
- ul. Westerplatte 7 – kamienica, proj. Karol Zaremba, 1890.
- ul. Westerplatte 8 (ul. Marii Skłodowskiej-Curie 2) – kamienica, proj. Jan Zawiejski, 1891.
- Pałacyk Juliusza Jutkiewicza (9)
- Pałac Pusłowskich z 1886 (10)
- Pałac Walerego Rzewuskiego, projektował Feliks Księżarski, 1865. Poprzednio siedziba Wyższej Szkoły Europejskiej im. ks. Józefa Tischnera, wcześniej XIII Liceum Ogólnokształcącego potem Konsulatu Generalnego ZSRR, własność Arcybractwa Miłosierdzia (11)
- Dom Turysty PTTK Hotel Wyspiański, modernistyczny budynek projektowali: Zbigniew Mikołajewski i Stanisław Spyt, 1959. (15-16)
- budynek kasyna oficerskiego (17)
- Dom Na Kotłowem (18)
- Komenda Miejska Państwowej Straży Pożarnej w budynku wybudowanym w latach 1877-1879 wg projektu Macieja Moraczewskiego w stylu neogotyckim. Strażnica pożarnicza jest jednym z obiektów na Krakowskim Szlaku Techniki (19)
- Poczta Główna – Urząd Pocztowy Kraków 1 (20)

## Galeria

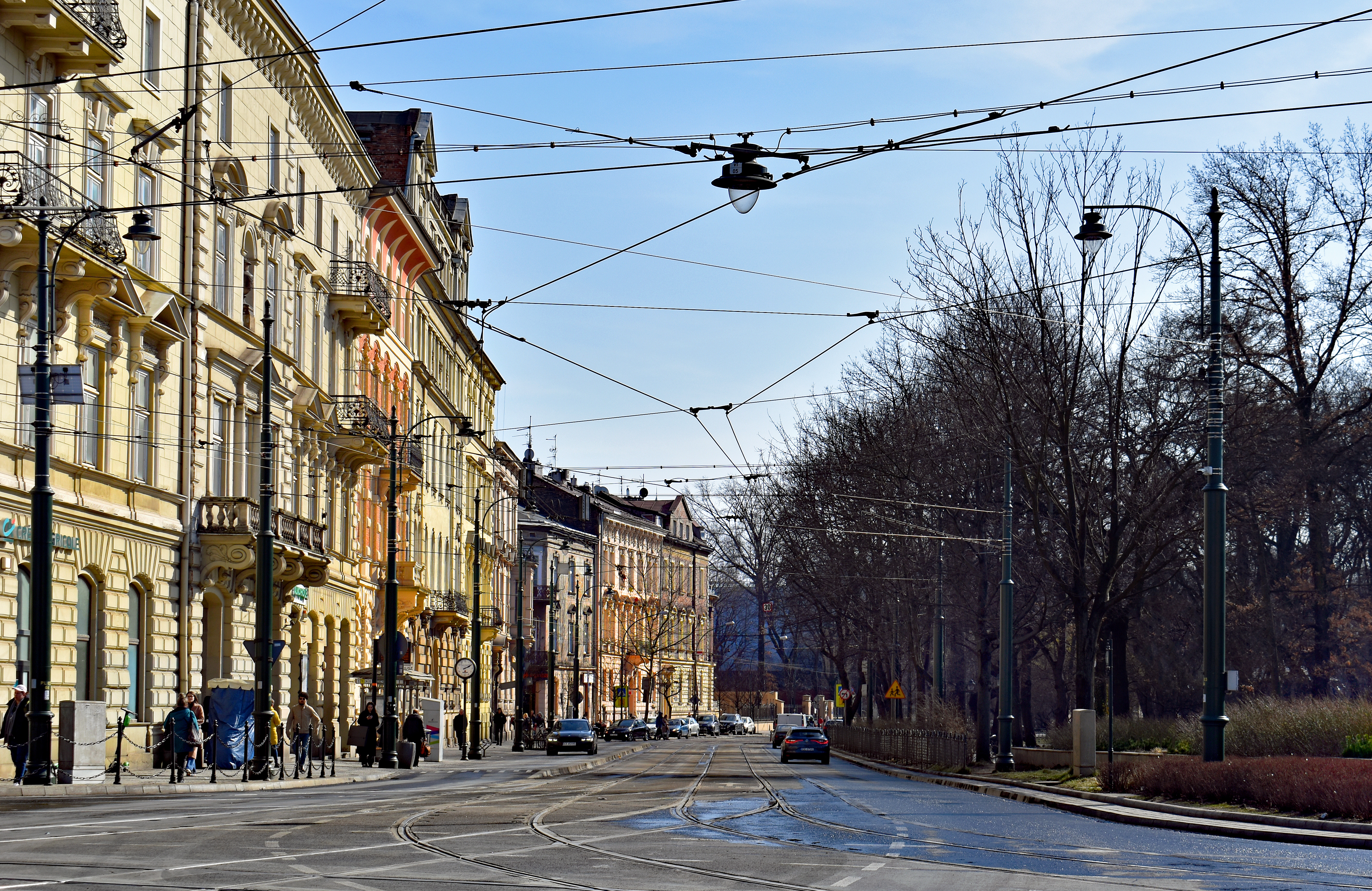
Widok z ulicy Basztowej na południe
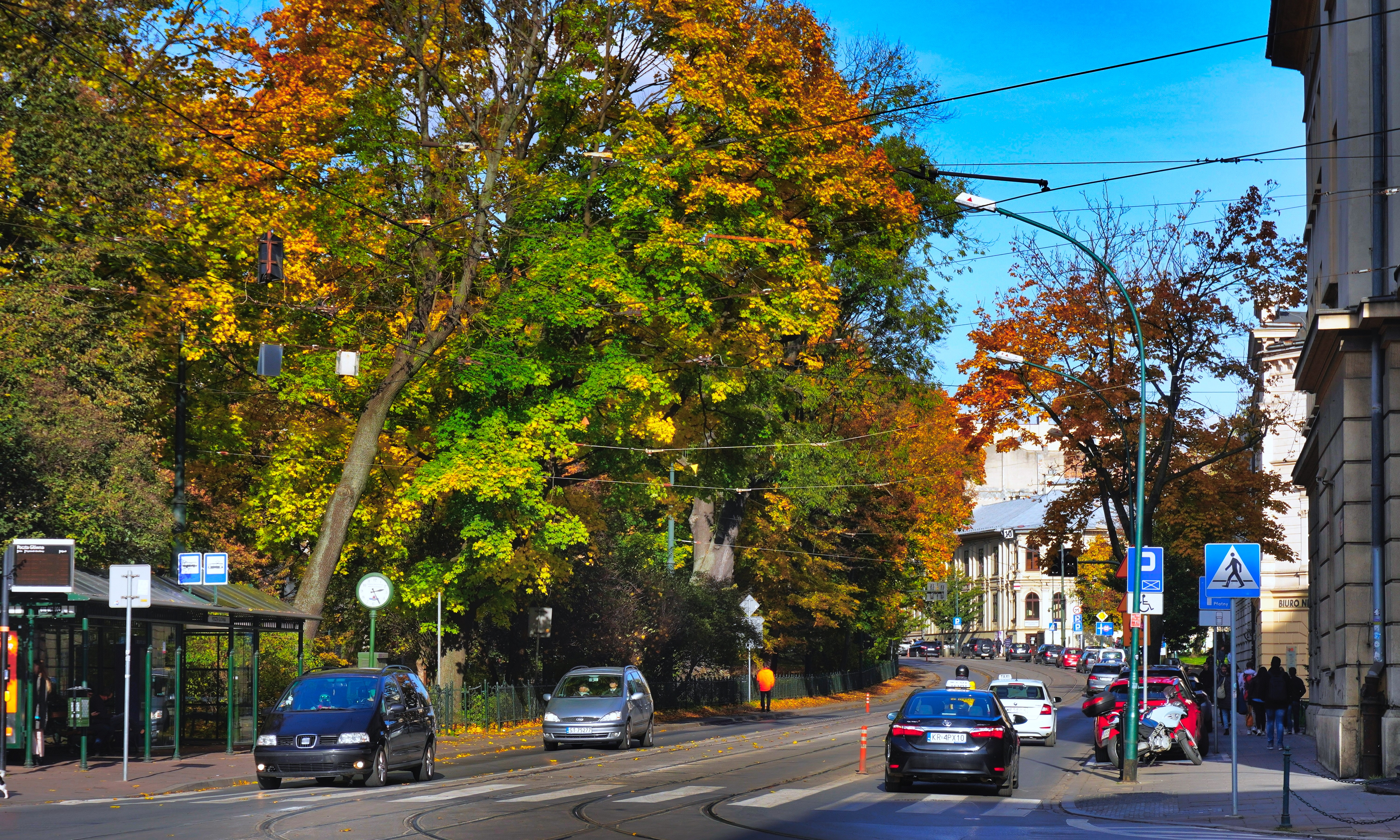
Widok od skrzyżowania z ul. Starowiślną na północny wschód
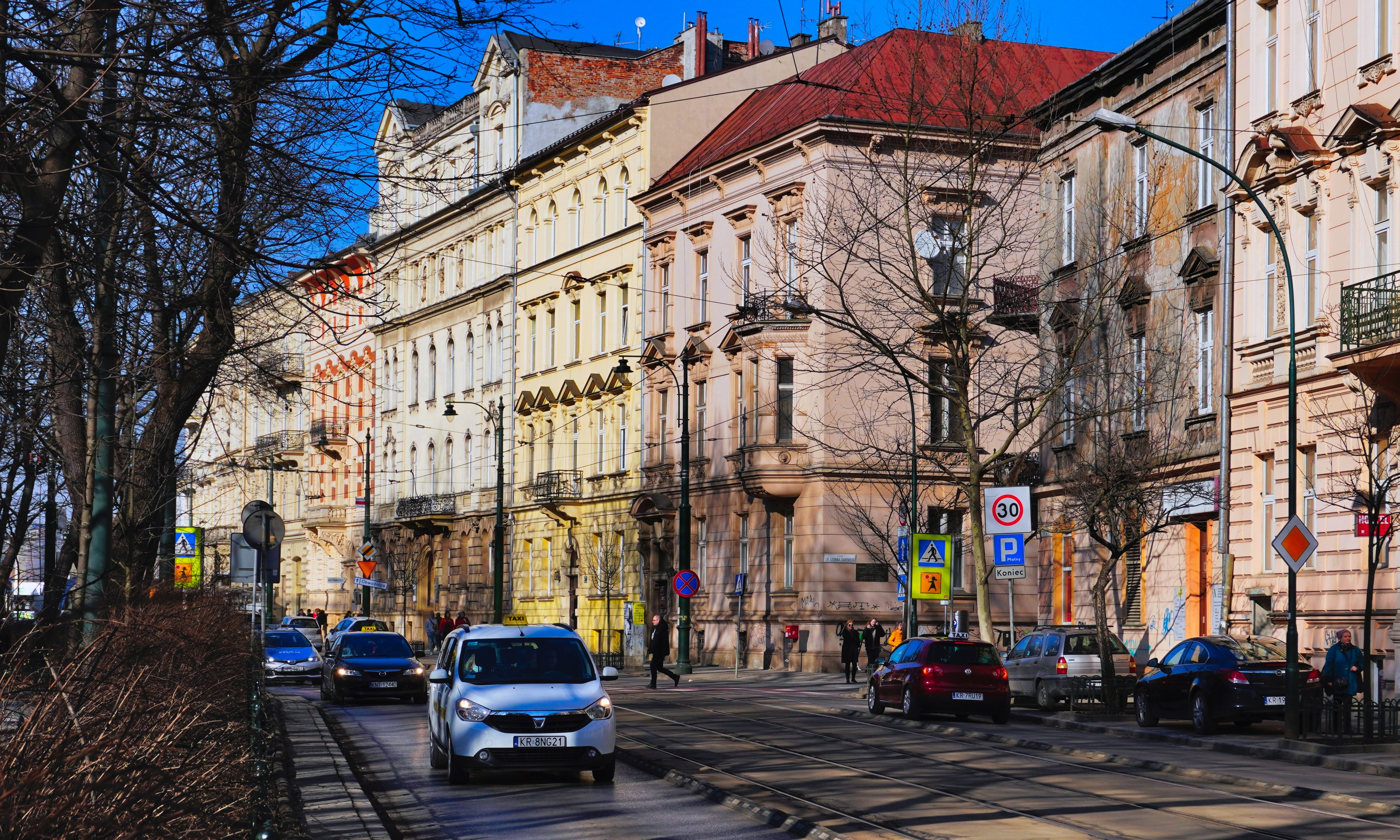
Widok od skrzyżowania z ul. Marii Skłodowskiej-Curie na północ
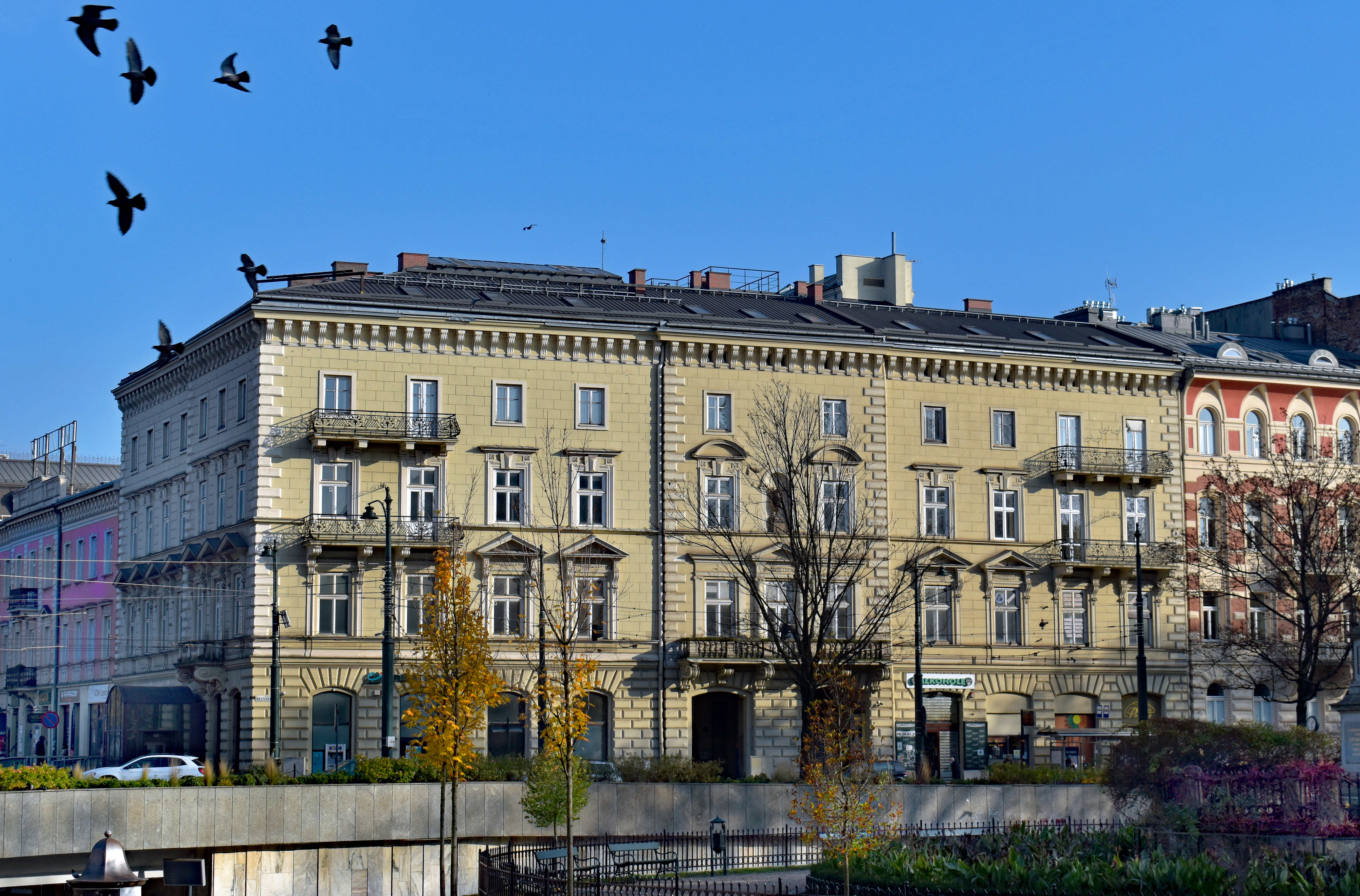
ul. Westerplatte 1 Kamienica czynszowa (proj. Władysław Ekielski, 1890)
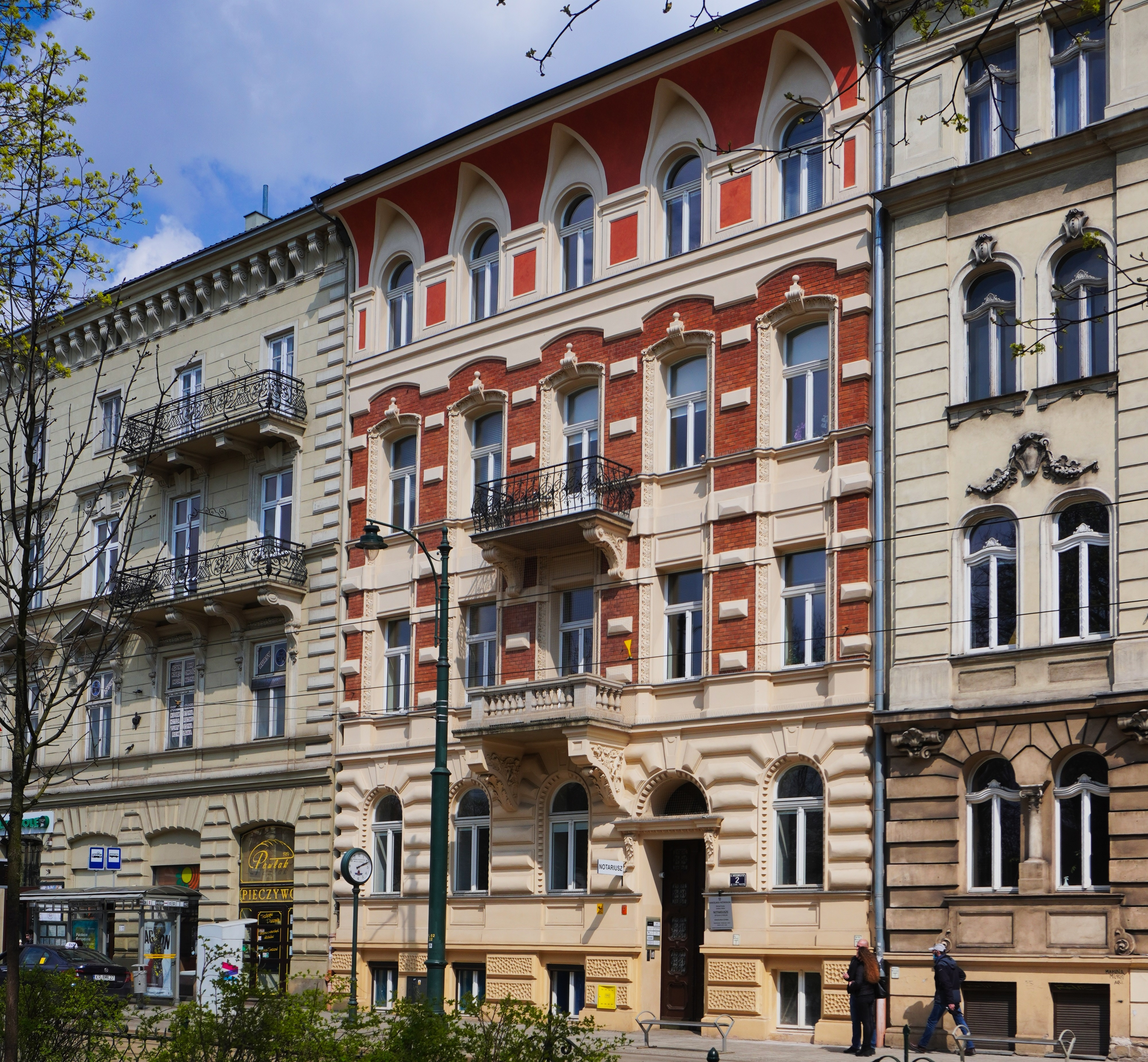
ul. Westerplatte 2 Kamienica (1895)
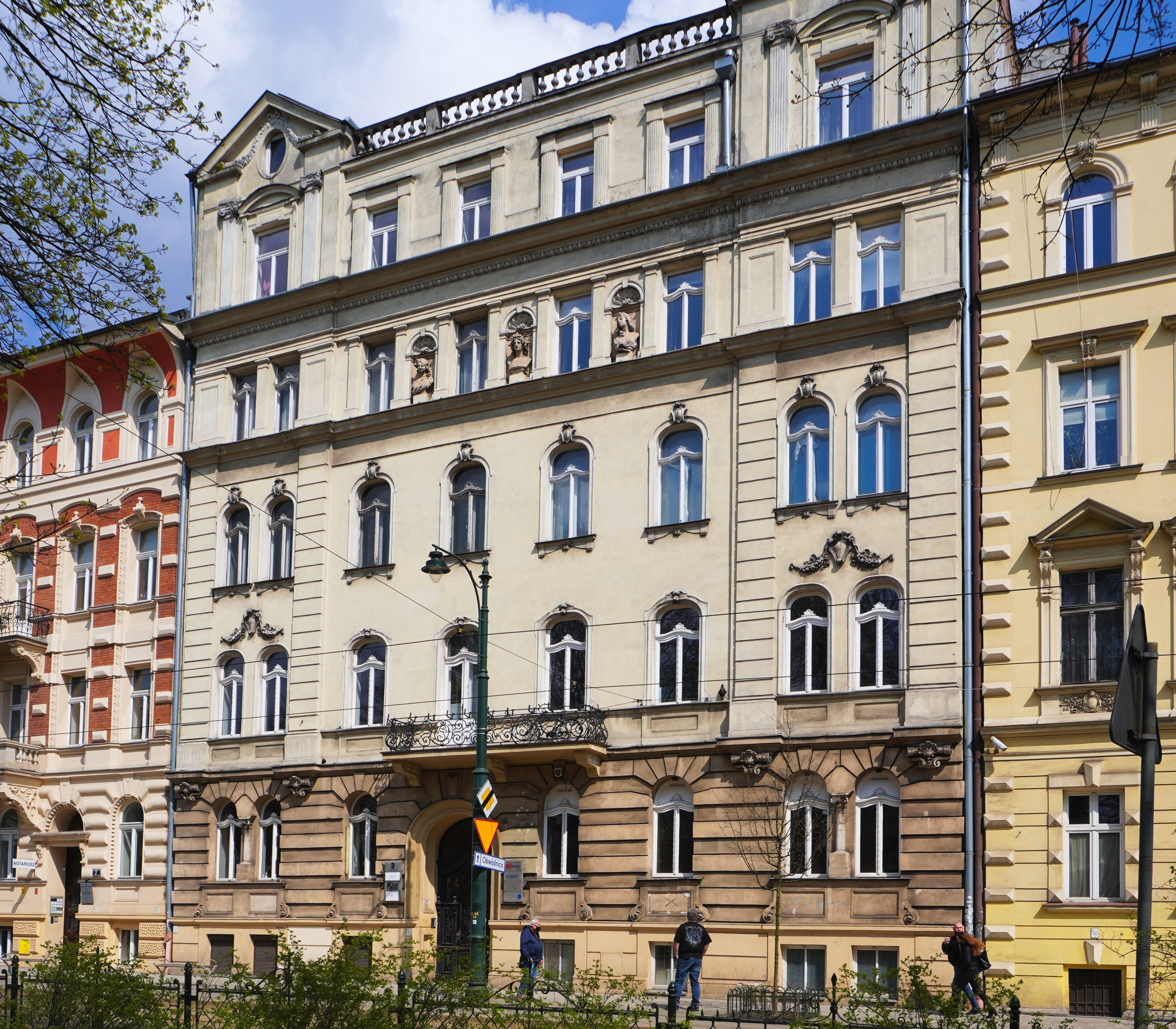
ul. Westerplatte 3 Kamienica (proj. Beniamin Torbe, 1895–1899)
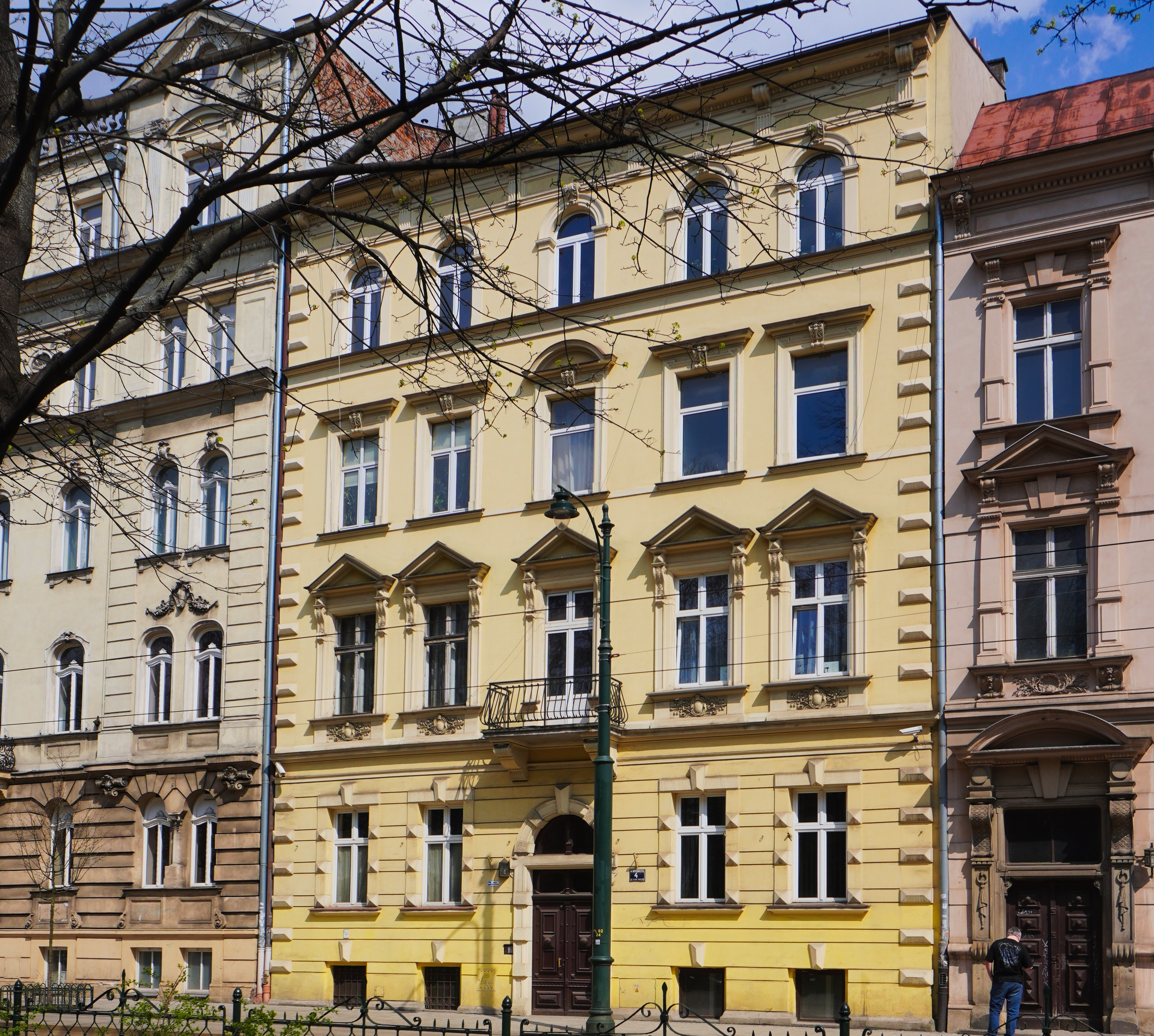
ul. Westerplatte 4 Kamienica (proj. Karol Zaremba, 1889)
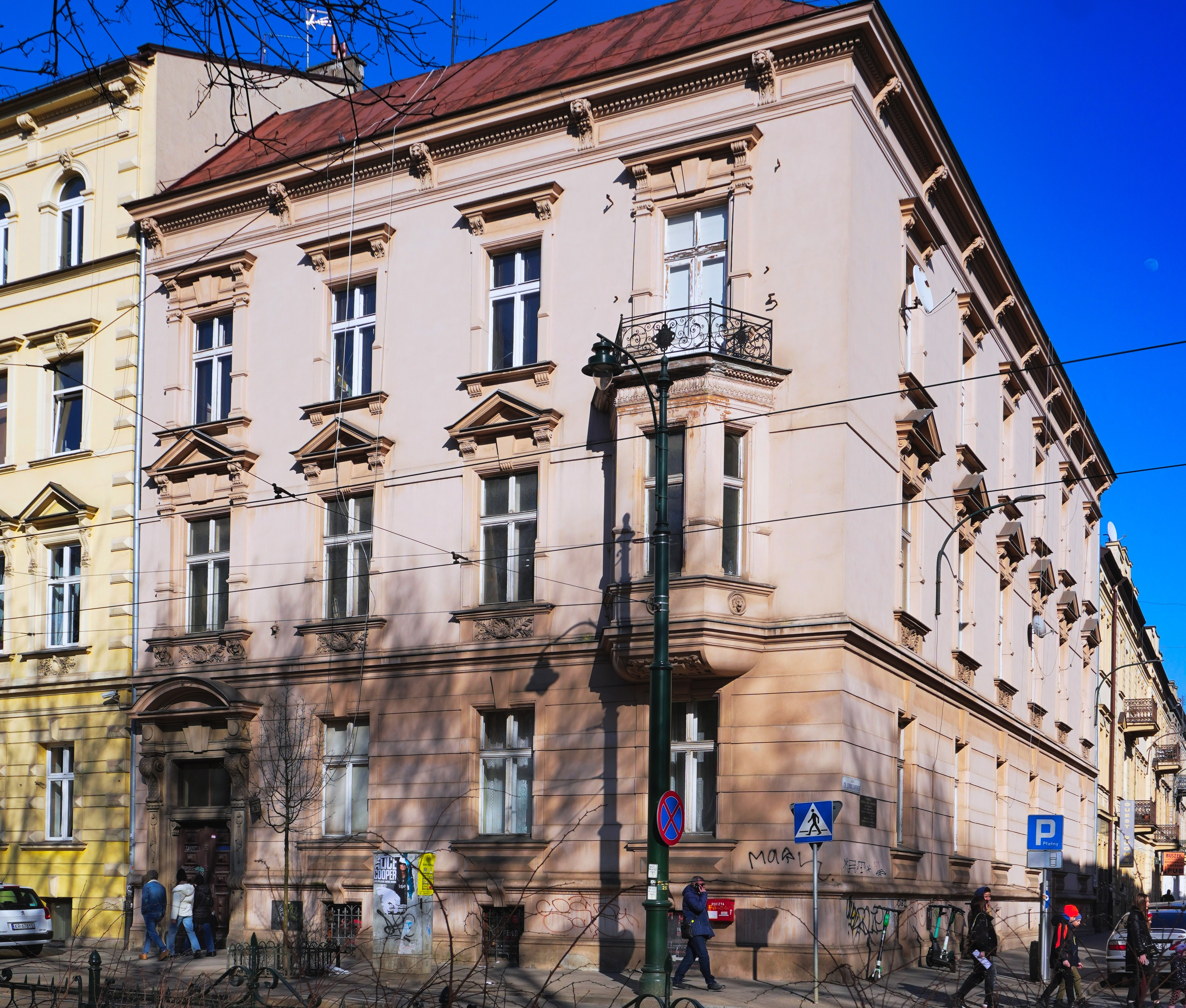
ul. Westerplatte 5 Kamienica (proj. Karol Zaremba, 1887)
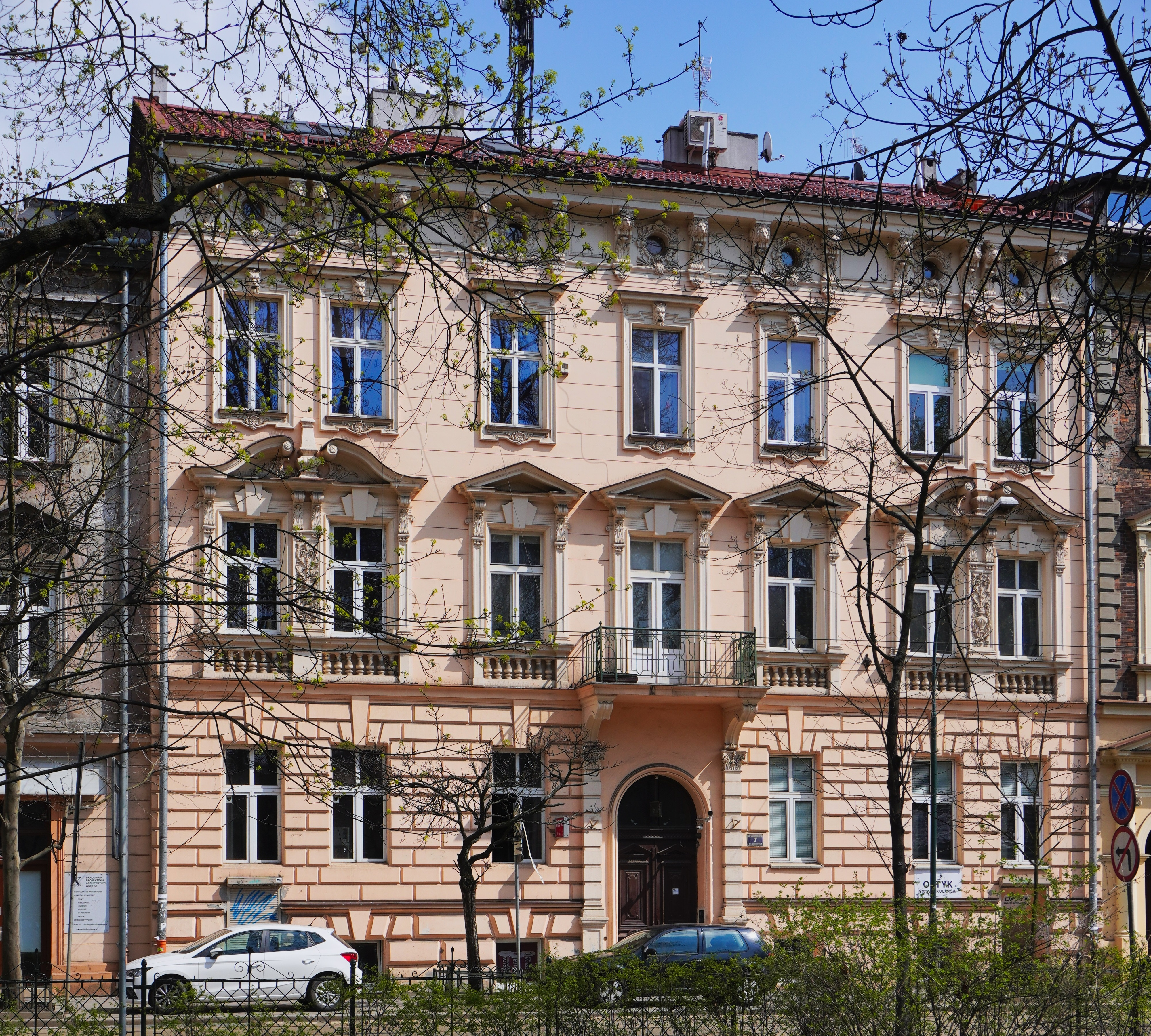
ul. Westerplatte 7 Kamienica (proj. Karol Zaremba, 1880)
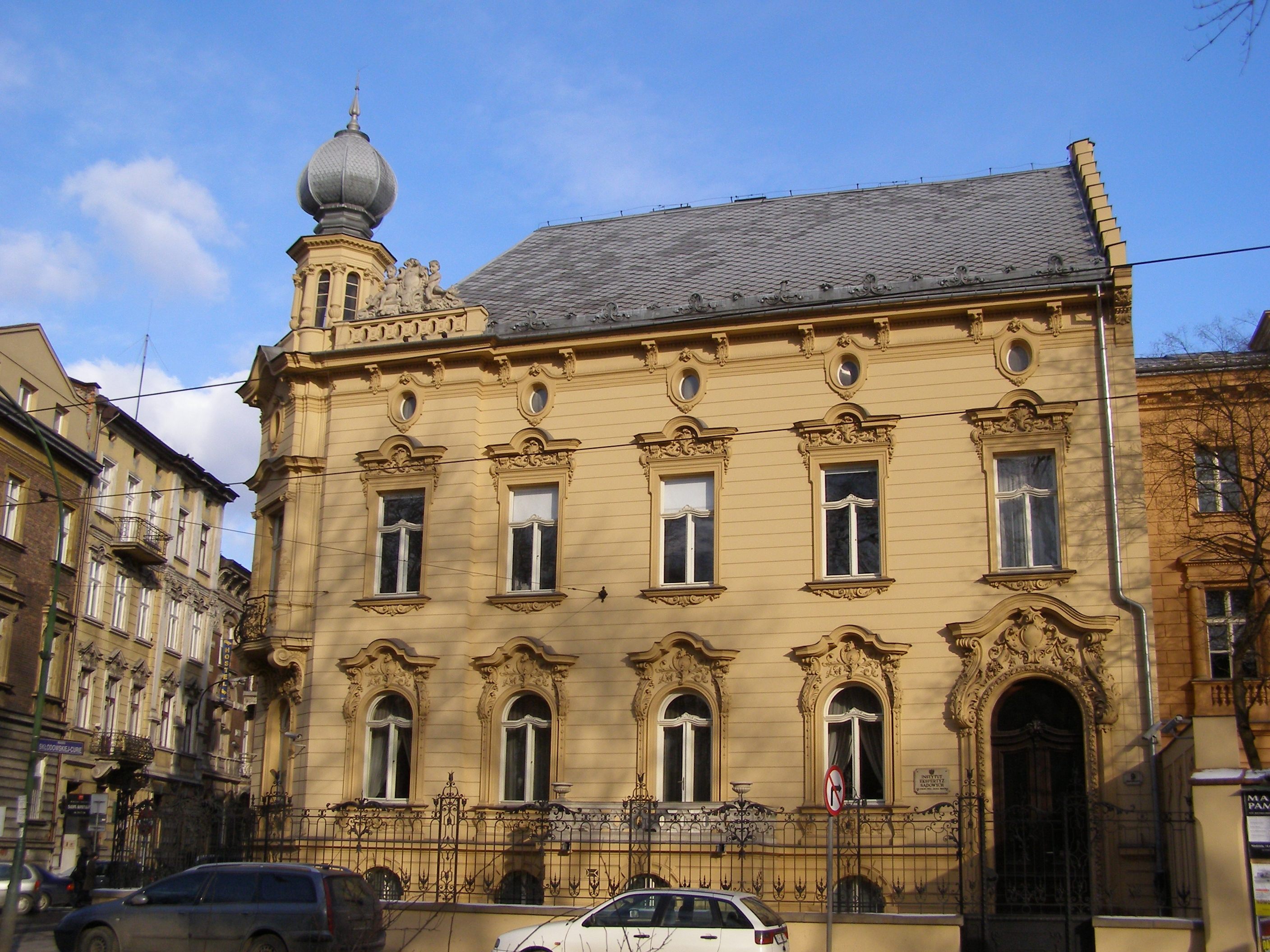
ul. Westerplatte 9 Pałac Jutkiewicza
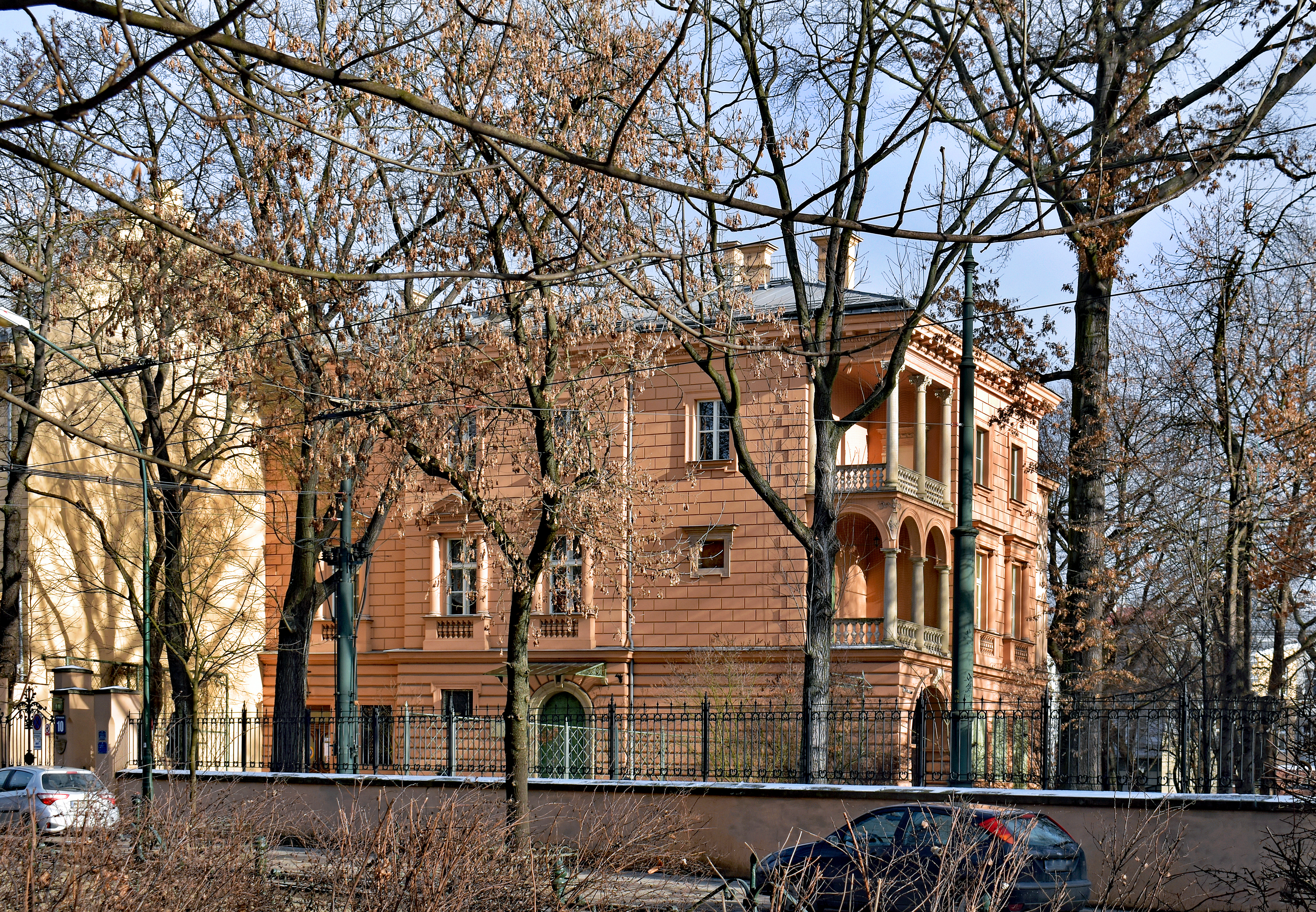
ul. Westerplatte 10 Pałac Pusłowskich
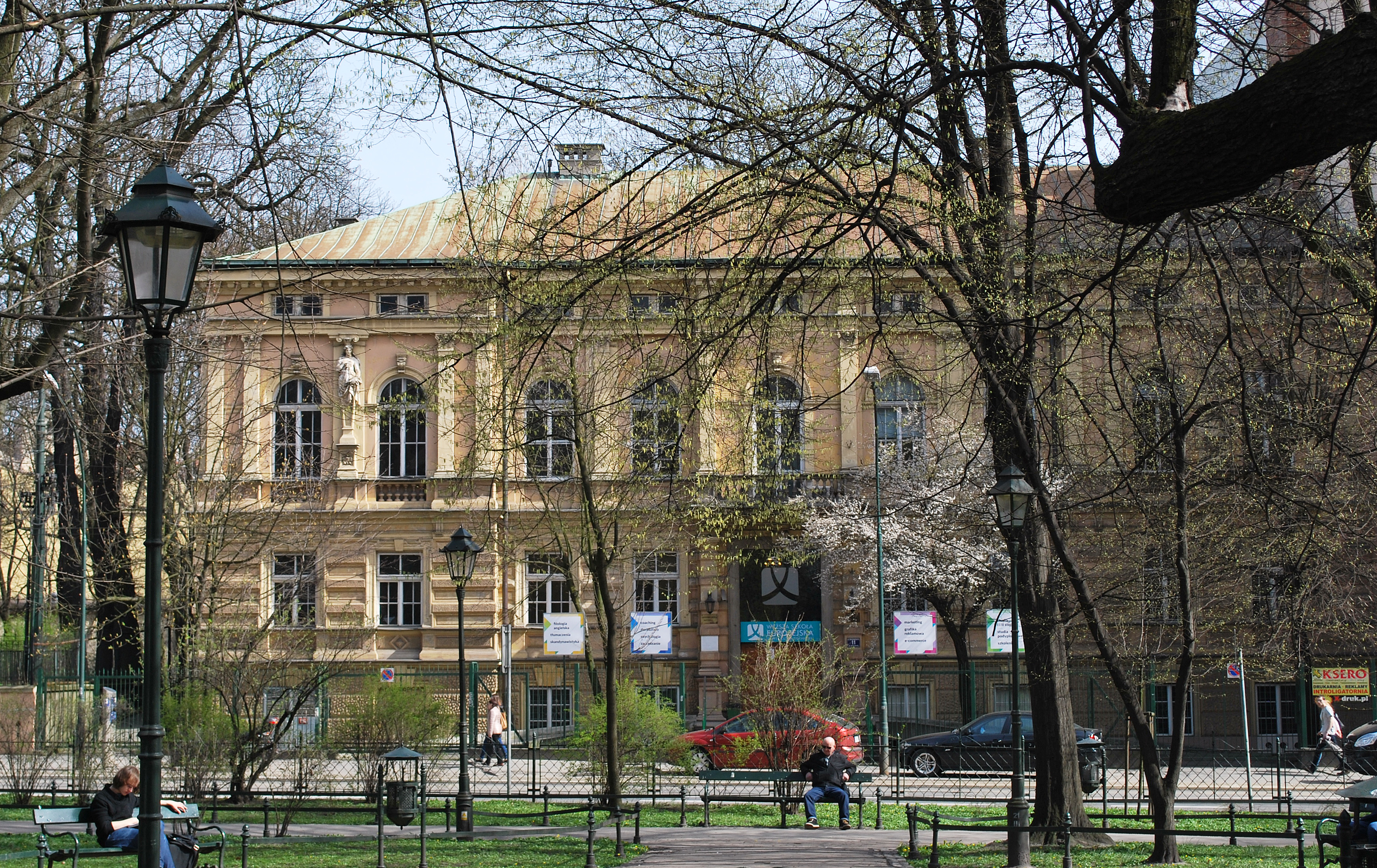
ul. Westerplatte 11 Pałac Walerego Rzewuskiego
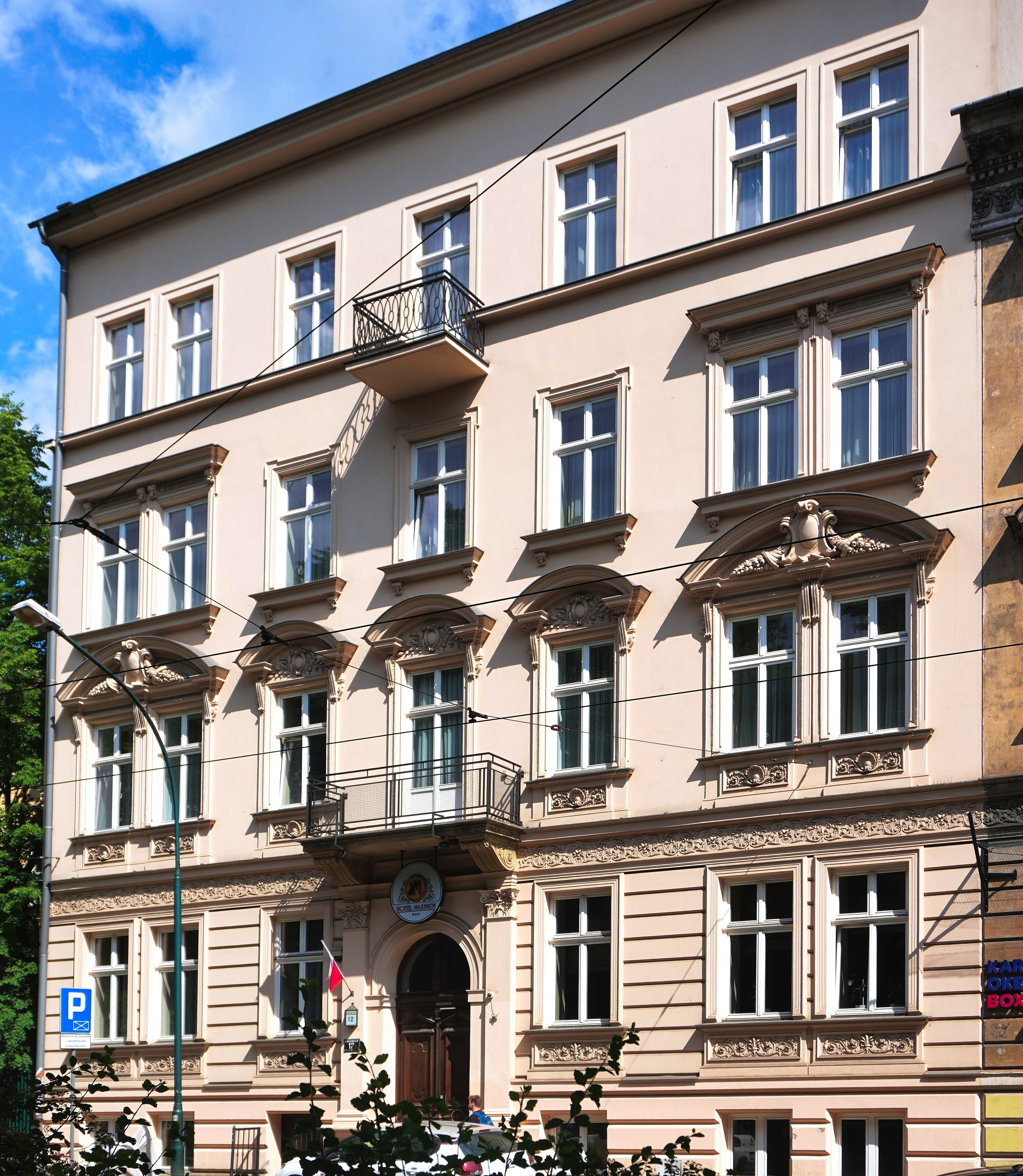
ul. Westerplatte 12 Kamienica (proj. Jacek Matusiński, ok. 1889)
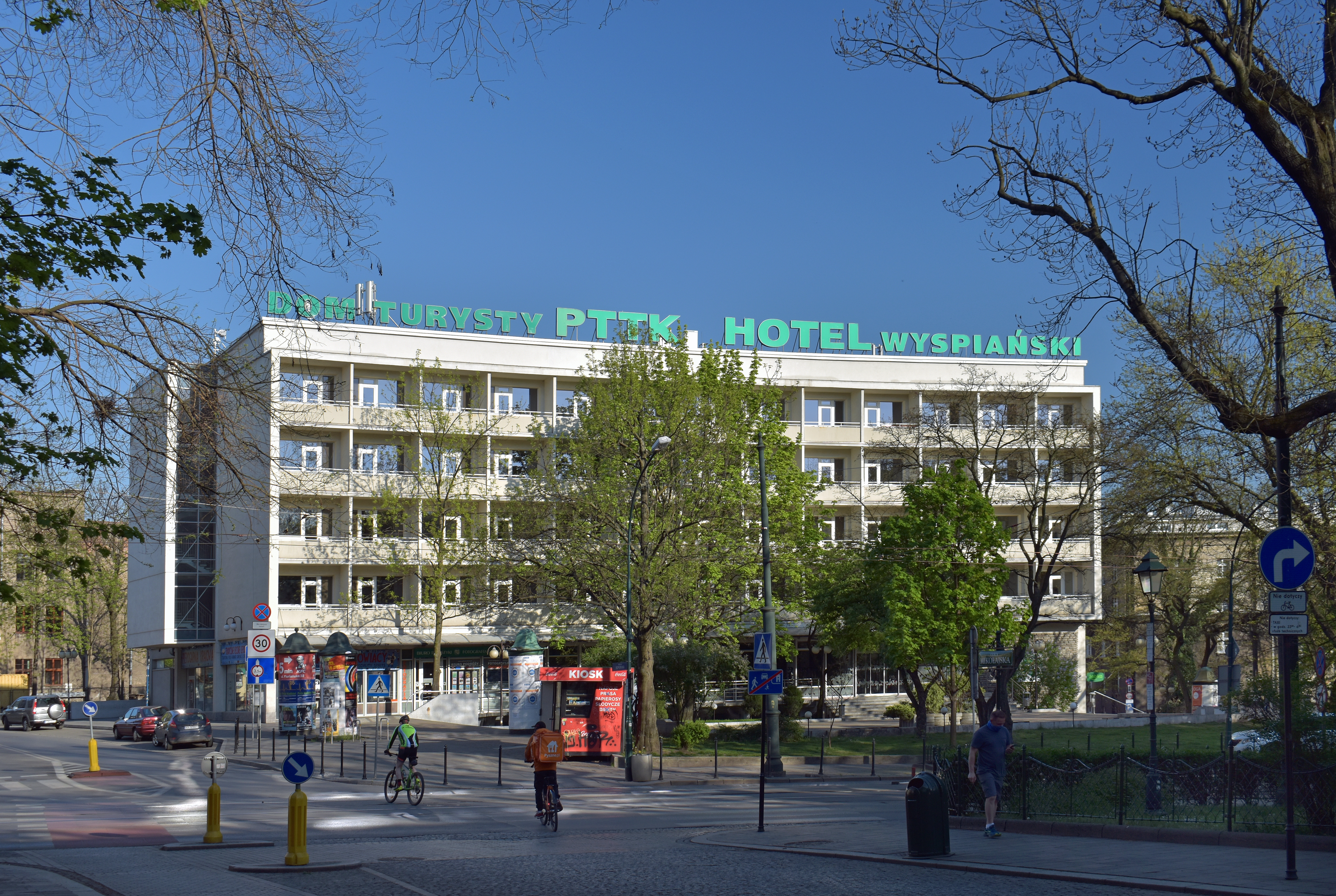
ul. Westerplatte 15-16 Dom Turysty PTTK Hotel Wyspiański
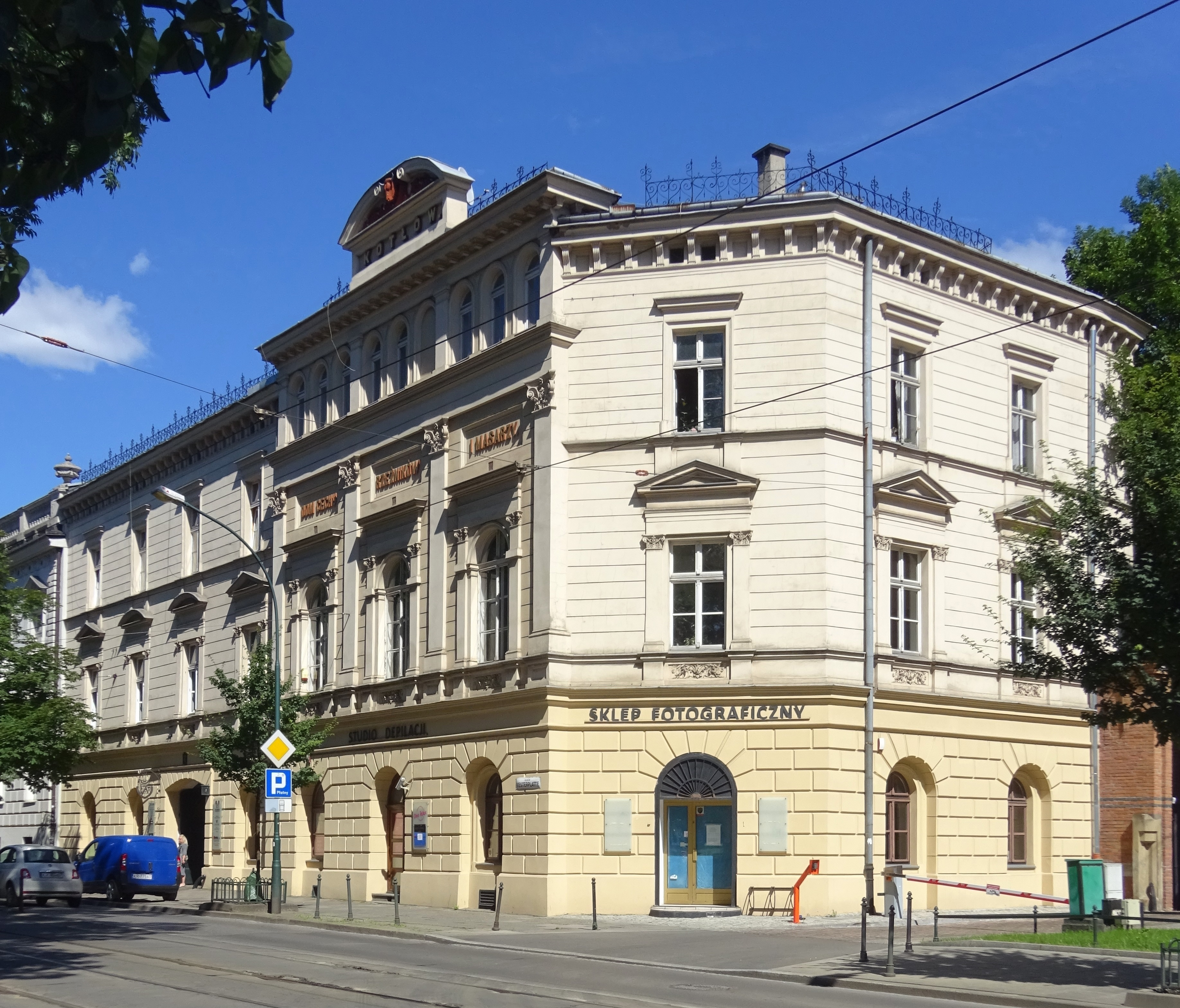
ul. Westerplatte 18 Dom Na Kotłowem
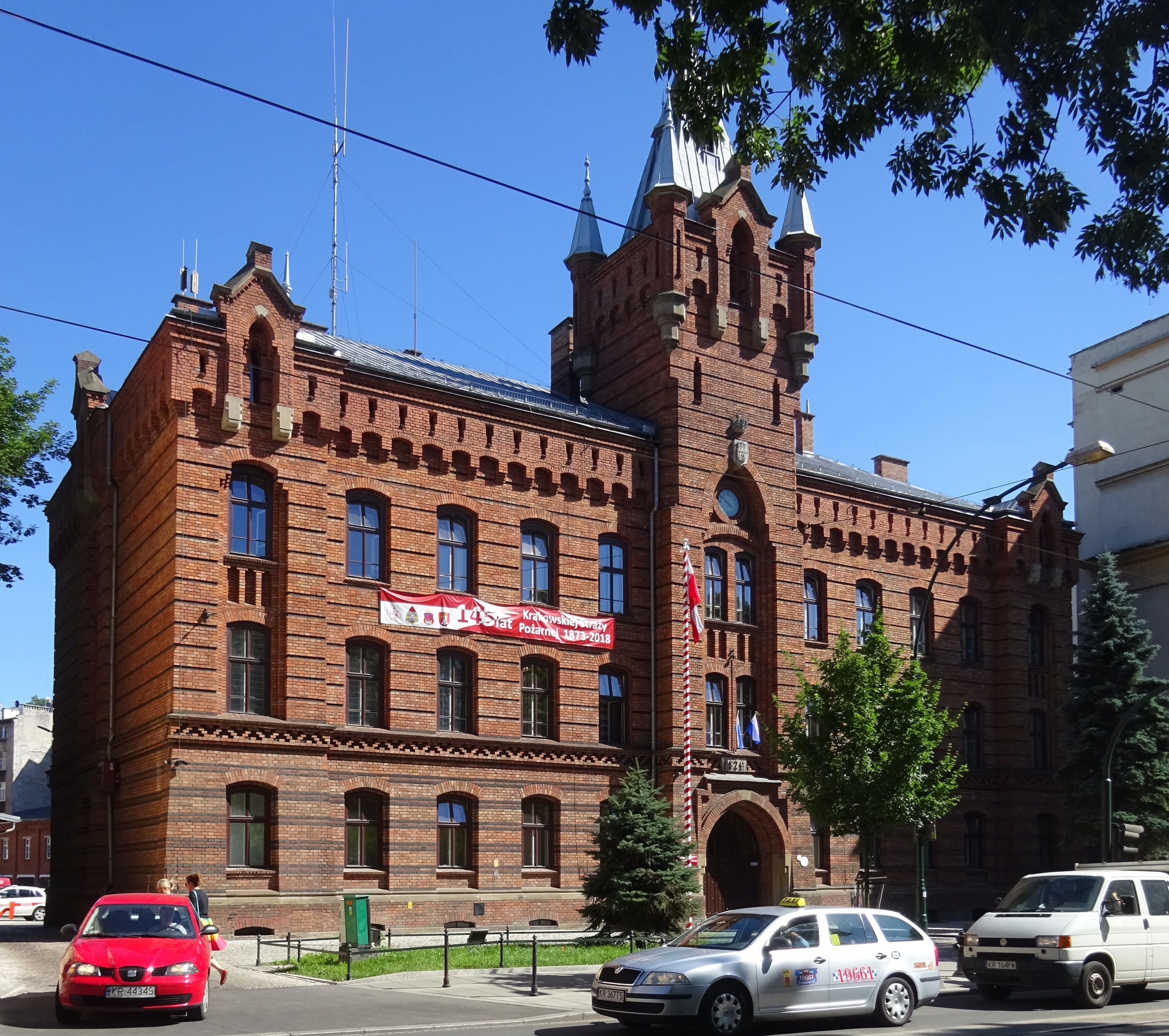
ul. Westerplatte 19 Strażnica pożarnicza
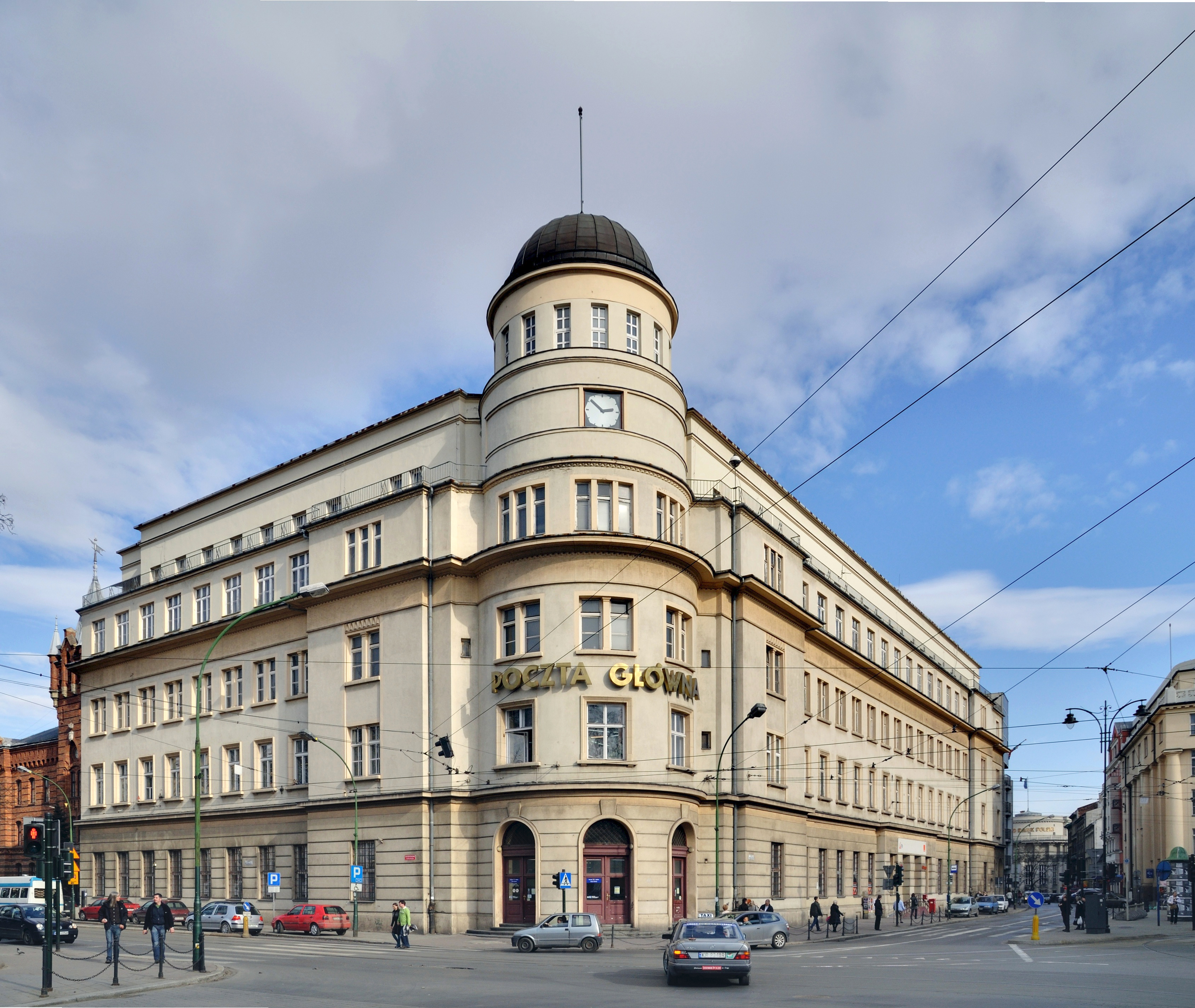
ul. Westerplatte 20/ ul. Wielopole 2 Poczta Główna